# Humar Peak
Der Humar Peak (englisch; bulgarisch връх Хумар wrach Chumar) ist ein 1300 m hoher Berg an der Oskar-II.-Küste des Grahamlands auf der Antarktischen Halbinsel. Im Austa Ridge ragt er 5,9 km südsüdwestlich des Jordanow-Nunataks, 9,14 km westlich des Caution Point und 5,5 km nordnordwestlich des Mount Birks auf. Der Jorum-Gletscher liegt nördlich, der Wesselie-Gletscher südlich von ihm.
Britische Wissenschaftler kartierten ihn 1976. Die bulgarische Kommission für Antarktische Geographische Namen benannte ihn 2013 nach der protobulgarischen Ortschaft Chumar im nördlichen Kaukasus, die zwischen dem 2. und 7. Jahrhundert besiedelt war.